# 吳鳳南路
吳鳳南路（Wufeng S. Rd.）為臺灣嘉義市南北向的重要道路之一，是嘉義市區連接嘉義縣中埔鄉、阿里山鄉和台南市白河區之重要道路。北以垂楊路為界，銜接吳鳳北路，途中以軍輝橋跨越八掌溪；南以嘉義縣市界為界，銜接嘉義縣中埔鄉之中山路五段。其中世賢路四段和南興路至嘉義縣市界路段為省道台18線的一部分。

## 沿經行政區域
- 東區

## 車道配置
（由北至南）
- 垂楊路－世賢路四段與南興路：
  - 快車道：雙向各二車道（全線禁行機慢車）
  - 慢車道：雙向各一車道
  - 設置快慢車道綠化分隔島
- 世賢路四段與南興路－嘉義縣市界：
  - 雙向各二車道

## 本路段客運
（由北至南）

### 嘉義市公車
| 路線編號      | 行先                         | 收費方式   | 乘車站名                 |
| ------------- | ---------------------------- | ---------- | ------------------------ |
| 忠孝新民幹線  | 勞工育樂中心－忠孝北街       | 一段票收費 | 大業國中、輔仁中學、興村 |
| 忠孝新民幹線A | 彌陀夜市－民雄工業區服務中心 | 一段票收費 | 大業國中                 |
| 樂活2路       | 竹村里活動中心－五港宮       | 一段票收費 | 大業國中                 |

## 沿線設施
（由北至南）
- 嘉義市東區崇文國民小學（垂楊路241號）
- 嘉義市銀河非營利幼兒園（垂楊路241號）
- 嘉義市政府警察局第二分局新南派出所（75號）
- 台灣中油煉製研究所（民生南路217號）
- 台灣中油訓練所 （页面存档备份，存于）（94號）
- 嘉義市政府警察局第二分局總局（367號）
- 嘉義市私立輔仁幼兒園（268號）
- 嘉義市私立輔仁高級中學（270號）
- 軍輝橋